# Jakub Głuszak
Jakub Wojciech Głuszak (Gorzów Wielkopolski, 1986. április 28.) lengyel röplabdázó, edző. 2018-tól 2021-ig a Vasas Óbuda női röplabdacsapatának vezetőedzője, amellyel 2019-ben magyar bajnokságot nyert. 2020-tól a magyar női röplabda-válogatott szövetségi kapitánya.

## Életpályája
A röplabdázással szülővárosában, a Chemik Gorzów Wielkopolski ifjúsági csapatában ismerkedett meg, majd az Olympia Sulęcin játékosa volt. Pozícióját tekintve liberó volt. Játékos-pályafutását fiatalon befejezte, statisztikusként kezdett el dolgozni első csapatában. 2008-ban a Gedania Gdańskhoz igazolt, majd 2009-ben a női szakágra váltott, a Palac Bydgoszcz ifjúsági csapatában kezdett el dolgozni, utóbbiban 2008 és 2010 között három juniorbajnokságot nyert. 2011 és 2012 között a Muszynianka Muszyna felnőtt csapatának statisztikusa volt. Emellett több éven át a lengyel női válogatott mellett is dolgozott statisztikusként. 2012-ben a Budowlani Lódż csapatához igazolt, ahol előbb ismét statisztikussá, majd szezon közben másodedzővé nevezték ki. 2014-ben a Chemik Policéhez igazolt, ahol szintén másodedzőként kezdett el dolgozni. 2016-ban kinevezték a csapat megbízott vezetőedzőjévé, Giuseppe Cuccarini helyét átvéve. A szezon befejeztét követően eredetileg visszatért volna a másodedzői pozícióba, mivel az orosz Jurij Maricev lett volna az új vezetőedző, de még a szezon kezdete előtt szerződést bontottak vele, így Głuszak maradt a vezetőedző. A csapattal két bajnoki aranyérmet, valamint két kupagyőzelmet szerzett. 2018 februárjában bontottak vele szerződést.
2018-ban igazolt először külföldre, a Vasas Óbuda női röplabdacsapat vezetőedzőjévé nevezték ki, amellyel az első szezonban megnyerte a magyar bajnokságot, valamint bronzérmet szerzett a magyar kupában. A rá következő szezonban megnyerte a magyar kupát a Vasassal. Ezzel az első lengyel edző, aki magyar bajnokságot és kupát tudott szerezni. 2020 elején kinevezték a magyar női röplabda-válogatott szövetségi kapitányává is. 2021-ben bajnoki bronzérmet szerzett a csapatával. Áprilisban bejelentette, hogy nem hosszabbítja meg a lejáró szerződését a Vasassal. A koronavírus-járvány miatt a válogatott Gluszak irányításával csak 2021 áprilisában játszotta le az első mérkőzését.

## Sikerei
Chemik Police
- lengyel bajnok: 2015, 2016
- lengyel kupagyőztes: 2106, 2017

Vasas Óbuda
- magyar bajnok: 2019
- kupagyőztes: 2020